# Tampere Saints
I Tampere Saints sono una squadra di football americano di Tampere, in Finlandia; fondati nel 1998, hanno vinto 3 titoli di secondo livello maschili e 2 femminili.

## Dettaglio stagioni

### Tornei nazionali

#### Campionato

##### Vaahteraliiga
| Stagione | regular season | regular season | regular season | regular season | regular season | regular season | playoff | playoff | playoff | playoff | playoff | playoff   | playoff    |
|          | Vin            | Par            | Per            | Tot            | PF             | PS             | Vin     | Per     | Tot     | PF      | PS      | risultato | avversaria |
| -------- | -------------- | -------------- | -------------- | -------------- | -------------- | -------------- | ------- | ------- | ------- | ------- | ------- | --------- | ---------- |
| 2016     | 4              | 0              | 8              | 12             | 260            | 493            | -       | -       | -       | -       | -       | -         | -          |
| 2017     | 3              | 0              | 9              | 12             | 217            | 437            | -       | -       | -       | -       | -       | -         | -          |
| 2018     | 2              | 0              | 8              | 10             | 240            | 326            | -       | -       | -       | -       | -       | -         | -          |
| 2019     | 2              | 0              | 10             | 12             | 236            | 467            | -       | -       | -       | -       | -       | -         | -          |
| Totale   | 11             | 0              | 35             | 46             | 953            | 1723           | -       | -       | -       | -       | -       |           |            |

Fonti: Enciclopedia del Football - A cura di Massimo Mezzetti

##### Naisten Vaahteraliiga
| Stagione | regular season | regular season | regular season | regular season | regular season | regular season | playoff | playoff | playoff | playoff | playoff | playoff    | playoff             |
|          | Vin            | Par            | Per            | Tot            | PF             | PS             | Vin     | Per     | Tot     | PF      | PS      | risultato  | avversaria          |
| -------- | -------------- | -------------- | -------------- | -------------- | -------------- | -------------- | ------- | ------- | ------- | ------- | ------- | ---------- | ------------------- |
| 2013     | 1              | 0              | 6              | 7              | 132            | 189            | -       | -       | -       | -       | -       | -          | -                   |
| 2015     | 0              | 0              | 7              | 7              | 26             | 468            | -       | -       | -       | -       | -       | -          | -                   |
| 2018     | 0              | 0              | 6              | 6              | 58             | 203            | -       | -       | -       | -       | -       | -          | -                   |
| 2019     | 1              | 0              | 7              | 8              | 97             | 315            | -       | -       | -       | -       | -       | -          | -                   |
| 2020     | 2              | 0              | 1              | 3              | 33             | 47             | 1       | 1       | 2       | 26      | 48      | Finale     | Helsinki Wolverines |
| 2022     | 5              | 0              | 5              | 10             | 270            | 357            | 0       | 1       | 1       | 0       | 51      | Semifinale | Turku Trojans       |
| 2023     | 3              | 0              | 3              | 6              | 113            | 81             | 0       | 1       | 1       | 16      | 38      | Semifinale | Helsinki Wolverines |
| 2024     | 8              | 0              | 0              | 8              | 282            | 119            | 0       | 1       | 1       | 12      | 14      | Semifinale | Helsinki Wolverines |
| Totale   | 20             | 0              | 35             | 55             | 1011           | 1779           | 1       | 4       | 5       | 54      | 151     |            |                     |

Fonti: Enciclopedia del Football - A cura di Massimo Mezzetti

##### I-divisioona
| Stagione | regular season | regular season | regular season | regular season | regular season | regular season | playoff | playoff | playoff | playoff | playoff | playoff       | playoff                  |
|          | Vin            | Par            | Per            | Tot            | PF             | PS             | Vin     | Per     | Tot     | PF      | PS      | risultato     | avversaria               |
| -------- | -------------- | -------------- | -------------- | -------------- | -------------- | -------------- | ------- | ------- | ------- | ------- | ------- | ------------- | ------------------------ |
| 2003     | 1              | 0              | 1              | 2              | 36             | 31             | -       | -       | -       | -       | -       | -             | -                        |
| 2013     | 5              | 0              | 5              | 10             | 227            | 269            | 0       | 1       | 1       | 0       | 34      | Semifinale    | Turku Trojans            |
| 2014     | 4              | 0              | 4              | 8              | 202            | 216            | 0       | 1       | 1       | 13      | 31      | Semifinale    | Hyvinkää Falcons         |
| 2015     | 5              | 0              | 3              | 8              | 309            | 232            | 2       | 0       | 2       | 56      | 41      | Campioni      | Hämeenlinna Huskies      |
| 2020     | 4              | 0              | 1              | 5              | 204            | 88             | 0       | 1       | 1       | 34      | 44      | Semifinale    | United Newland Crusaders |
| 2021     | 6              | 0              | 0              | 6              | 265            | 110            | 0       | 1       | 1       | 20      | 35      | Spagettimalja | Kotka Eagles             |
| 2022     | 3              | 0              | 3              | 6              | 127            | 156            | 0       | 1       | 1       | 7       | 38      | Spagettimalja | Wasa Royals              |
| 2023     | 7              | 0              | 0              | 7              | 318            | 72             | 2       | 0       | 2       | 107     | 7       | Campioni      | Pirkkala Spartans        |
| 2024     | 6              | 0              | 0              | 6              | 358            | 122            | 1       | 1       | 2       | 85      | 25      | Spagettimalja | East City Giants         |
| Totale   | 41             | 0              | 17             | 58             | 2046           | 1296           | 5       | 6       | 11      | 322     | 255     |               |                          |

Fonti: Enciclopedia del Football - A cura di Massimo Mezzetti

##### Naisten I-divisioona
| Stagione | regular season | regular season | regular season | regular season | regular season | regular season | playoff | playoff | playoff | playoff | playoff | playoff     | playoff              |
|          | Vin            | Par            | Per            | Tot            | PF             | PS             | Vin     | Per     | Tot     | PF      | PS      | risultato   | avversaria           |
| -------- | -------------- | -------------- | -------------- | -------------- | -------------- | -------------- | ------- | ------- | ------- | ------- | ------- | ----------- | -------------------- |
| 2014     | 7              | 0              | 0              | 7              | 289            | 44             | 2       | 0       | 2       | 64      | 44      | Campionesse | Kuopio Steelers      |
| 2016     | 1              | 0              | 7              | 8              | 53             | 255            | -       | -       | -       | -       | -       | -           | -                    |
| 2017     | 7              | 0              | 1              | 8              | 174            | 68             | 1       | 0       | 1       | 33      | 0       | Campionesse | West Coast Phoenix   |
| 2021     | 4              | 0              | 2              | 6              | 171            | 71             | 1       | 1       | 2       | 74      | 40      | Finale      | Oulu Northern Lights |
| Totale   | 19             | 0              | 10             | 29             | 687            | 438            | 4       | 1       | 5       | 171     | 84      |             |                      |

Fonti: Enciclopedia del Football - A cura di Massimo Mezzetti

##### II-divisioona
| Stagione | regular season | regular season | regular season | regular season | regular season | regular season | playoff | playoff | playoff | playoff | playoff | playoff    | playoff          |
|          | Vin            | Par            | Per            | Tot            | PF             | PS             | Vin     | Per     | Tot     | PF      | PS      | risultato  | avversaria       |
| -------- | -------------- | -------------- | -------------- | -------------- | -------------- | -------------- | ------- | ------- | ------- | ------- | ------- | ---------- | ---------------- |
| 2003     | 5              | 0              | 3              | 8              | 239            | 160            | -       | -       | -       | -       | -       | -          | -                |
| 2008     | 1              | 0              | 7              | 8              | 66             | 190            | -       | -       | -       | -       | -       | -          | -                |
| 2010     | 1              | 0              | 4              | 5              | 39             | 177            | -       | -       | -       | -       | -       | -          | -                |
| 2011     | 3              | 0              | 5              | 8              | 108            | 113            | -       | -       | -       | -       | -       | -          | -                |
| 2012     | 8              | 0              | 0              | 8              | 257            | 28             | 1       | 1       | 2       | 38      | 38      | Rautamalja | Hyvinkää Falcons |
| Totale   | 18             | 0              | 19             | 37             | 709            | 668            | 1       | 1       | 2       | 38      | 38      |            |                  |

Fonti: Enciclopedia del Football - A cura di Massimo Mezzetti

##### Naisten II-divisioona
| Stagione | regular season | regular season | regular season | regular season | regular season | regular season | playoff | playoff | playoff | playoff | playoff | playoff   | playoff    |
|          | Vin            | Par            | Per            | Tot            | PF             | PS             | Vin     | Per     | Tot     | PF      | PS      | risultato | avversaria |
| -------- | -------------- | -------------- | -------------- | -------------- | -------------- | -------------- | ------- | ------- | ------- | ------- | ------- | --------- | ---------- |
| 2018     | 0              | 0              | 6              | 6              | 48             | 262            | -       | -       | -       | -       | -       | -         | -          |
| Totale   | 0              | 0              | 6              | 6              | 48             | 262            | -       | -       | -       | -       | -       |           |            |

Fonti: Enciclopedia del Football - A cura di Massimo Mezzetti

##### III-divisioona
| Stagione | regular season | regular season | regular season | regular season | regular season | regular season | playoff | playoff | playoff | playoff | playoff | playoff   | playoff           |
|          | Vin            | Par            | Per            | Tot            | PF             | PS             | Vin     | Per     | Tot     | PF      | PS      | risultato | avversaria        |
| -------- | -------------- | -------------- | -------------- | -------------- | -------------- | -------------- | ------- | ------- | ------- | ------- | ------- | --------- | ----------------- |
| 2018     | 6              | 0              | 1              | 7              | 223            | 89             | 1       | 1       | 2       | 31      | 36      | Tinamalja | Rovaniemi Nordmen |
| Totale   | 6              | 0              | 1              | 7              | 223            | 89             | 1       | 1       | 2       | 31      | 36      |           |                   |

Fonti: Enciclopedia del Football - A cura di Massimo Mezzetti

##### IV-divisioona
| Stagione | regular season | regular season | regular season | regular season | regular season | regular season | playoff | playoff | playoff | playoff | playoff | playoff   | playoff    |
|          | Vin            | Par            | Per            | Tot            | PF             | PS             | Vin     | Per     | Tot     | PF      | PS      | risultato | avversaria |
| -------- | -------------- | -------------- | -------------- | -------------- | -------------- | -------------- | ------- | ------- | ------- | ------- | ------- | --------- | ---------- |
| 2017     | 1              | 0              | 5              | 6              | 86             | 166            | -       | -       | -       | -       | -       | -         | -          |
| Totale   | 1              | 0              | 5              | 6              | 86             | 166            | -       | -       | -       | -       | -       |           |            |

Fonti: Enciclopedia del Football - A cura di Massimo Mezzetti

### Riepilogo fasi finali disputate
| Anno              | Luogo       | Evento                | Fase del torneo | Incontro                                  | Risultato |
| 15 settembre 2012 | Hyvinkää    | II-divisioona         | Rautamalja      | Hyvinkää Falcons - Tampere Saints         | 31 - 17   |
| 17 agosto 2013    | Turku       | I-divisioona          | Semifinale      | Turku Trojans - Tampere Saints            | 34 - 0    |
| 9 agosto 2014     | Tampere     | Naisten I-divisioona  | Finale          | Tampere Saints - Kuopio Steelers          | 28 - 20   |
| 22 agosto 2014    | Tampere     | I-divisioona          | Semifinale      | Tampere Saints - Hyvinkää Falcons         | 13 - 31   |
| 22 agosto 2015    | Hämeenlinna | I-divisioona          | Spagettimalja   | Hämeenlinna Huskies - Tampere Saints      | 15 - 28   |
| 10 settembre 2017 | Tampere     | Naisten I-divisioona  | Finale          | Tampere Saints - West Coast Phoenix       | 33 - 0    |
| 18 agosto 2018    |             | III-divisioona        | Tinamalja       | Rovaniemi Nordmen - Pirkanmaa Patriots    | 27 - 0    |
| 30 agosto 2020    | Tampere     | I-divisioona          | Semifinale      | Tampere Saints - United Newland Crusaders | 34 - 44   |
| 5 settembre 2020  | Espoo       | Naisten Vaahteraliiga | Finale          | Tampere Saints - Helsinki Wolverines      | 0 - 28    |
| 4 settembre 2021  | Oulu        | Naisten I-divisioona  | Finale          | Oulu Northern Lights - Tampere Saints     | 26 - 21   |
| 11 settembre 2021 | Tampere     | I-divisioona          | Spagettimalja   | Tampere Saints - Kotka Eagles             | 20 - 35   |
| 26 agosto 2022    | Vaasa       | I-divisioona          | Spagettimalja   | Wasa Royals - Tampere Saints              | 38 - 7    |
| 28 agosto 2022    | Rusko       | Naisten Vaahteraliiga | Semifinale      | Turku Trojans - Tampere Saints            | 51 - 0    |
| 5 agosto 2023     | Helsinki    | Naisten Vaahteraliiga | Semifinale      | Helsinki Wolverines - Tampere Saints      | 38 - 16   |
| 19 agosto 2023    | Tampere     | I-divisioona          | Spagettimalja   | Tampere Saints - Pirkkala Spartans        | 53 - 7    |
| 3 agosto 2024     | Tampere     | Naisten Vaahteraliiga | Semifinale      | Tampere Saints - Helsinki Wolverines      | 12 - 14   |
| 10 agosto 2024    | Tampere     | I-divisioona          | Spagettimalja   | Tampere Saints - East City Giants         | 22 - 25   |

## Palmarès
- 3 Spagettimalja (2007, 2015, 2023)
- 2 Naisten I-divisioona (2014, 2017)
- 1 Campionato Under-19 a 7 (2014)